# Далия фиолетовый
Далия фиолетовый — трифенилметановый краситель, представляющий собой смесь двух органических соединений — кристаллического фиолетового и основного фуксина, также являющимися производными трифенилметана. Зелёный порошок, дающий фиолетовое окрашивание в растворе, применяется в биологии для окрашивания препаратов.
Синонимы: dahlia B (4B), dahlia violet B, Hoffman's violett, Primula R wasserlöslich, Spiller's purpule, C.I. 42530.

## Свойства
Зелёные кристаллы в виде порошка или блестящих кусочков, состоящие из двух равных количеств красителей кристаллического фиолетового и основного фуксина. Хорошо растворяются в воде и этаноле с образованием растворов фиолетово-синего цвета.

Кристаллический фиолетовый
Фуксин

## Применение
Используется при окрашивании препаратов для микроскопии. В гистологии этим красителем окрашивают амилоид и аксоны нервных клеток, в ботанике производят прижизненную окраску ядер клеток растений.